# Renault Espace F1
La Renault Espace F1 è un prototipo realizzato dalla Matra insieme alla Renault Sport, reparto sportivo dell'omonima casa automobilistica francese, in due esemplari nel 1994.

## Descrizione

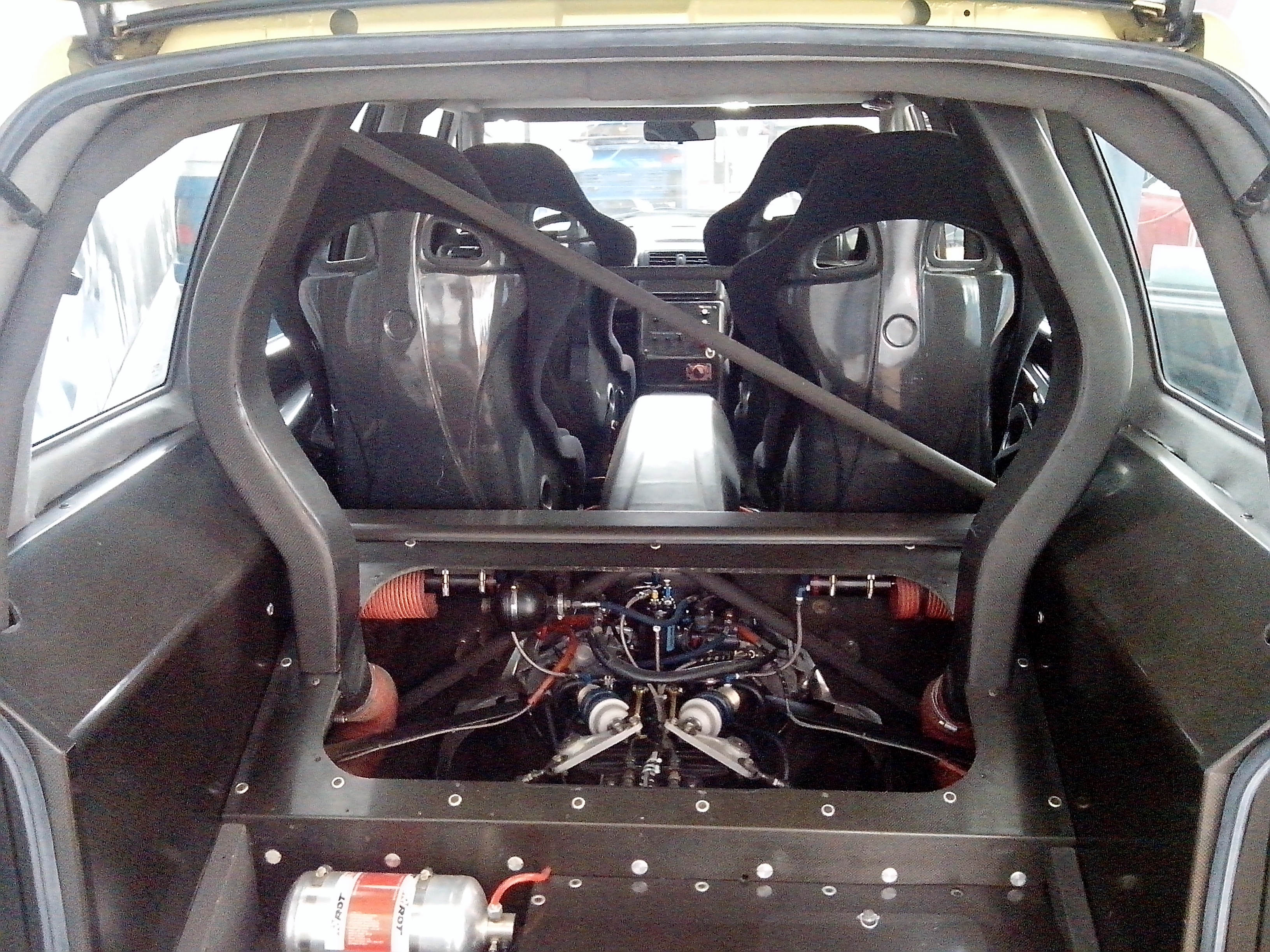
Interno della vettura; si noti sotto i sedili posteriori la presenza del motore 3,5 litri V10 da Formula 1

Presentata al Salone di Parigi nel 1994, il prototipo venne realizzato per celebrare i dieci anni di commercializzazione della Espace e venne prodotta dalla Matra nel suo stabilimento di Romorantin.
Nel 1995 la vettura è stata presentata alla stampa su una pista con alla guida Alain Prost e Éric Bernard.
Nel 2002 la vettura ha nuovamente calcato la pista venendo guidata dal pilota di rally Jean Ragnotti in occasione del ritorno della Renault in Formula 1.

## Tecnica
L'Espace F1 utilizza il motore Renault RS5, con architettura a 10 cilindri a V di 3500 cm³ con distribuzione a 40 valvole da circa 780 CV, identico a quello montato sulla Williams FW15C. Il propulsore è montato in posizione centrale-posteriore, sotto i sedili per i passeggeri posteriori, ed è abbinato a un cambio Williams TG3 semiautomatico a sei rapporti con comandi al volante.
Il telaio è realizzato in materiale composito misto carbonio con una struttura a nido d'ape in alluminio e carrozzeria in fibra di carbonio. Il sistema frenante è composto da quattro dischi carbonioceramici autoventilati.
La vettura può ospitare quattro passeggeri che sono accolti su altrettanti sedili da corsa avvolgenti, coadiuvati da cinture di sicurezza a tre punti. La vernice è gialla e una fascia nera che circonda i lati del veicolo. Sul tetto è presente uno spoiler nero. L'Espace F1 può accelerare da 0 a 200 km/h in 6,9 secondi e raggiungere la velocità massima è di oltre 300 km/h, frenando da 300 a 70 km/h in soli 80 metri.
Sono state prodotte due esemplari dell'Espace F1: il primo utilizzato per le esibizioni in pista è conservato all'Espace Automobiles Matra a Romorantin; il secondo che funge da modello statico è custodito all'interno della collezione Renault a Flins.